# عبدالرحمن گیلانی
عبدالرحمن گیلانی (۱۸۴۱–۱۹۲۷) اولین نخست‌وزیر پادشاهی عراق بوده است.